# Dimitris Konstantinidis
Dimitris Konstantinidis (gr. Δημήτρης Κωνσταντινίδης; ur. 2 czerwca 1994 w Korinos, Grecja) – grecki piłkarz, grający na pozycji prawego obrońcy.

## Kariera piłkarska

### Kariera klubowa
Rozpoczął karierę piłkarską w klubie juniorów PAOK FC. 30 stycznia 2012 roku podpisał kontrakt z seniorskim zespołem tej drużyny, która występowała wówczas w Superleague Ellada. W sezonie 2011/2012 z drużyną uplasował się na 3. pozycji, dzięki czemu jego klub zagrał w barażach o miejsce w eliminacjach do Ligi Mistrzów. Jednak jego zespół uplasował się na ostatniej pozycji w dodatkowych meczach i ostatecznie zakwalifikował się do III rundy kwalifikacyjnej Ligi Europy. W sezonie 2012/2013 jego drużyna zajęła 2. miejsce i ponownie mogła wziąć udział w barażach o eliminacje do Ligi Mistrzów. Tym razem PAOK wygrał te baraże i wystąpił w III rundzie kwalifikacyjnej Ligi Mistrzów. W kolejnym sezonie jego ekipa ponownie zajęła 2. pozycję i znów skoczyła walkę o miejsce do eliminacji w Lidze Mistrzów. Jednak on sam 27 stycznia 2014 roku został wypożyczony do klubu AP Eginiakos, w którym występował do końca sezonu. Zespół ten występował wówczas w II lidze. Sezon 2013/2014 zakończył z tą drużyną na 3. miejscu, dzięki czemu awansowali oni od Superleague Ellada. Po tych rozgrywkach powrócił z wypożyczenia do drużyny PAOK.
Z klubem PAOK FC wiąże go umowa do 30 czerwca 2017 roku. W 2016 został wypożyczony do Omonii Nikozja.

### Kariera reprezentacyjna
Dimitris Konstantinidis występował dotychczas w młodzieżowych reprezentacjach Grecji. W zespole do lat 17 wystąpił w jednym meczu, w U18 w dwóch spotkaniach, U19 w pięciu meczach oraz w reprezentacji do lat 20 w pięciu spotkaniach.
30 marca 2015 roku w Atenach rozegrał spotkanie w reprezentacji Grecji U-21 w meczu przeciwko Chorwacji. Jego drużyna przegrała 0–2, a on sam na boisku przebywał do 67. minuty meczu.